# Klobušice
Klobušice (ungarisch Klobusic) ist eine ehemalige Gemeinde und seit 1971 ein Teil der slowakischen Stadt Ilava. Der Ort liegt südwestlich des Stadtzentrums am Bach Klobušický potok im mittleren Waagtal, am Fuße des südöstlich verlaufenden Gebirges Strážovské vrchy.

## Geschichte

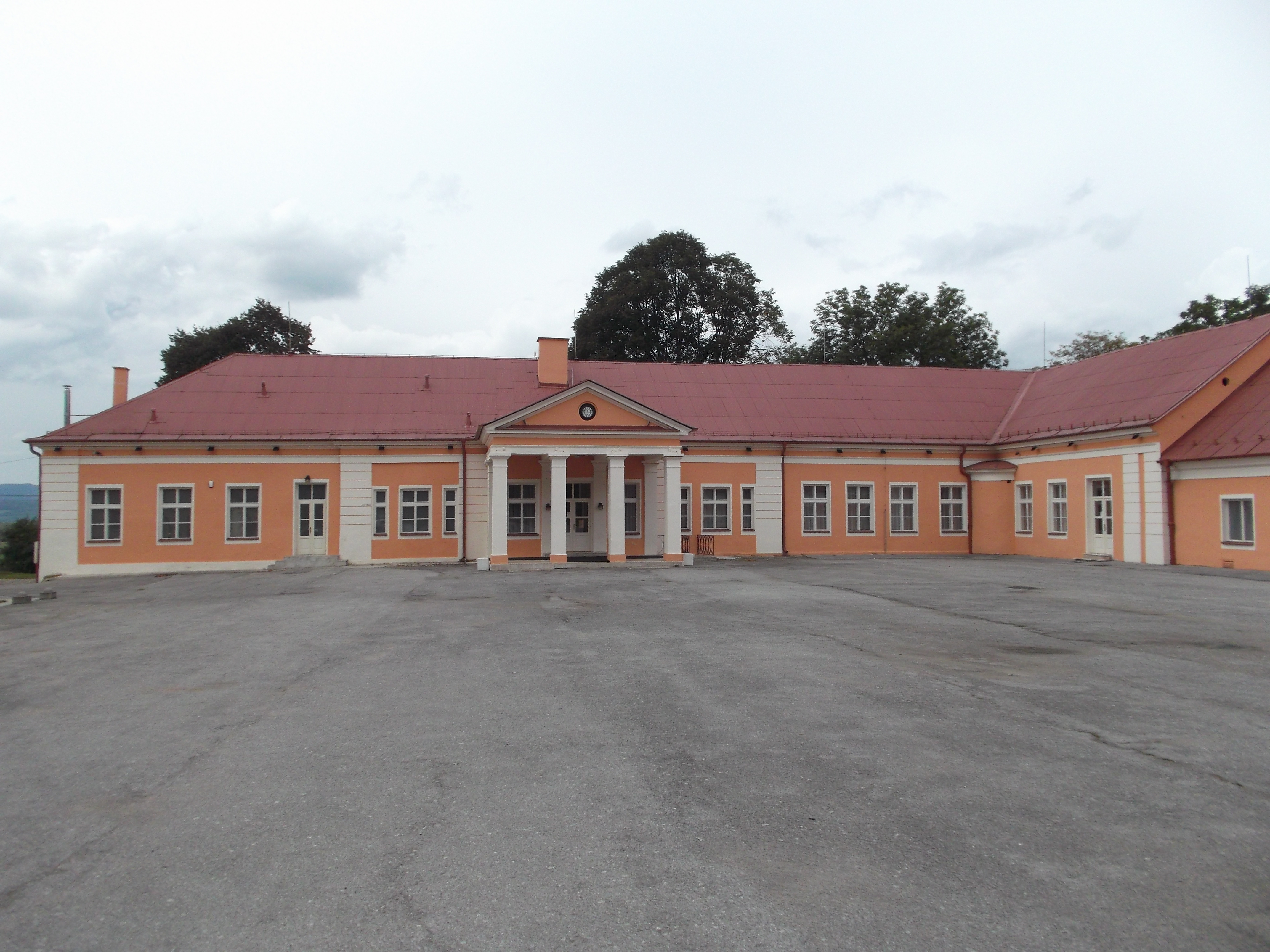
Landschloss Klobušice

Klobušice wurde zum ersten Mal 1229 als Clobuchicz schriftlich erwähnt und war Besitz des örtlichen Landadels sowie der Herrschaft Illau. 1598 wohnten hier neun Steuerzahler. Entsprechend der Zugehörigkeit gab es zeitweise zwei selbständige Orte. Der erste hieß Zemianske Klobušice (ungarisch Nemes-Klobusic), der im Jahr 1784 28 Häuser, 37 Familien und 156 Einwohner hatte und 1828 24 Häuser und 200 Einwohner, die überwiegend als Landwirte beschäftigt waren. Der zweite Ort, Panské Klobušice (ungarisch Urasági-Klobusic) hatte 1784, 30 Häuser, 41 Familien und 187 Einwohner, 1828 zählte man dort 12 Häuser und 178 Einwohner. Es gab einen Teich und im 19. Jahrhundert einen Steinbruch im Gemeindegebiet, die Bewohner waren auch als Brenner und Obstbauer tätig. Gegen Mitte des 19. Jahrhunderts wurden die beiden Orte wieder vereinigt.
Bis 1918 gehörte der Ort im Komitat Trentschin zum Königreich Ungarn und kam danach zur neu entstandenen Tschechoslowakei beziehungsweise heutigen Slowakei. In der Volkszählung 1970, der letzten vor der Eingemeindung nach Ilava, wohnten 810 Einwohner in der Gemeinde.

## Bauwerke und Denkmäler

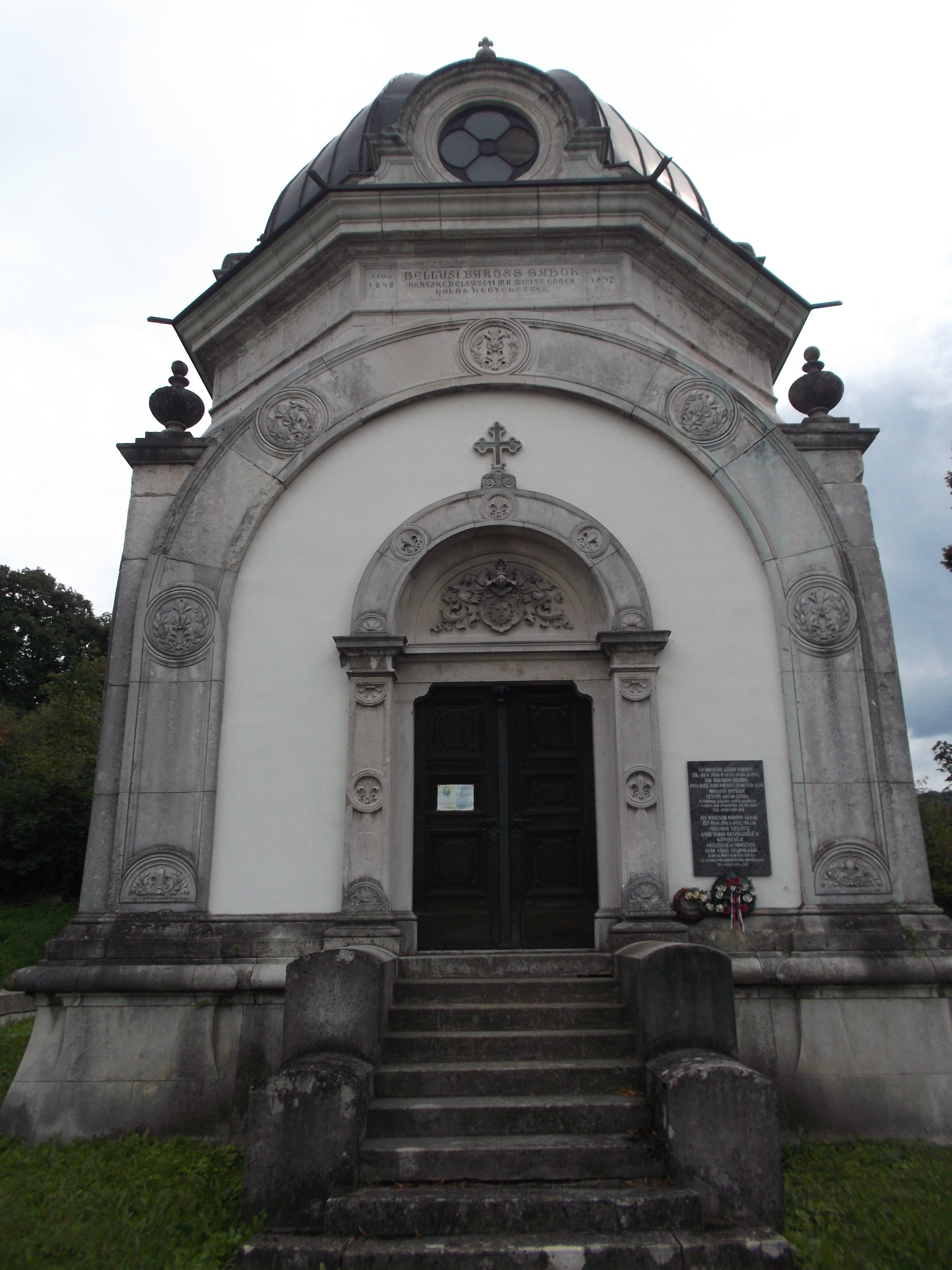
Mausoleum von Gábor Baross

- Landschloss im klassizistische Stil, erbaut 1836–40, mit einem englischen Park. 1990 wurde es Sitz eines Handelsmuseums, dieses ist aber 2005 nach Bratislava umgezogen, heute ist das Schloss Besitz einer Firma.[3]
- Mausoleum von Gábor Baross, einem ungarischen Staatsmann zur Zeit Österreich-Ungarns, im Friedhof aus dem Jahr 1895